# Masters de Canadá 1978
El Abierto de Canadá 1978 (también conocido como 1978 Rothmans Canadian Open por razones de patrocinio) fue un torneo de tenis jugado sobre pista dura. Fue la edición número 89 de este torneo. El torneo masculino formó parte del circuito ATP. La versión masculina se celebró entre el 14 de agosto y el 20 de agosto de 1978.

## Campeones

### Individuales masculinos
Eddie Dibbs vence a  José Luis Clerc,  5–7, 6–4, 6–1.

### Dobles masculinos
Wojciech Fibak /  Tom Okker vencen a  Colin Dowdeswell /  Heinz Günthardt, 6–3, 7–6.

### Individuales femeninos
Regina Maršíková vence a  Virginia Ruzici, 7–5, 6–7, 6–2.

### Dobles femeninos
Regina Maršíková /  Pam Teeguarden vencen a  Chris O'Neil /  Paula Smith, 7–5, 6–7, 6–2.